# Programme Soyouz
Pour les articles homonymes, voir Soyouz.
Le programme Soyouz de vol habité a été lancé au début des années 1960 dans le cadre du programme lunaire qui avait pour objectif de conduire un cosmonaute soviétique sur la Lune. Le vaisseau spatial Soyouz et la fusée Soyouz font tous deux partie de ce programme.

## Histoire
Le projet d'homme sur la Lune N1-L3 a été abandonné à cause de problèmes techniques.
Le programme Soyouz a survécu à l'abandon du projet d'homme sur la Lune car il était impliqué dans de nombreux projets (aussi bien civils que militaires), principalement en conjonction avec le programme de stations spatiales Saliout et Almaz.
Aujourd'hui, Soyouz permet à la Russie de réaliser des vols habités et est utilisé pour transporter du personnel et du matériel vers et depuis la Station spatiale internationale (ISS).

### Récupération des équipages au sol
Les opérations de recherche et d'assistance pour récupérer après l’atterrissage des vaisseaux l'équipage au Kazakhstan est géré, dans les années 2010, par le centre de contrôle de combat de la 14e Armée aérienne et des forces de défense aérienne basé à Ekaterinbourg.
Pour la mission Soyouz MS-06, plus 200 personnes sont mobilisés avec 12 hélicoptères Mil Mi-8, trois avions An-26 et deux avions An-12, ainsi que 16 véhicules dont des véhicules de recherche et d'évacuation amphibies ZIL-2906 spécialement conçu pour ce programme.

## Missions
Ci-après les missions Soyouz avec leurs versions:

### Soyouz
- Soyouz 1 : décès de l'équipage
- Soyouz 2 : non habité
- Soyouz 3
- Soyouz 4
- Soyouz 5
- Soyouz 6
- Soyouz 7
- Soyouz 8
- Soyouz 9
- Soyouz 10
- Soyouz 11 : décès de l'équipage
- Soyouz 12
- Soyouz 13
- Soyouz 14
- Soyouz 15
- Soyouz 16
- Soyouz 17
- Soyouz 18a : lancement raté
- Soyouz 18
- Soyouz 19 - Apollo-Soyouz
- Soyouz 20 : non habité
- Soyouz 21
- Soyouz 22
- Soyouz 23
- Soyouz 24
- Soyouz 25
- Soyouz 26
- Soyouz 27
- Soyouz 28
- Soyouz 29
- Soyouz 30
- Soyouz 31
- Soyouz 32 : retour à vide
- Soyouz 33

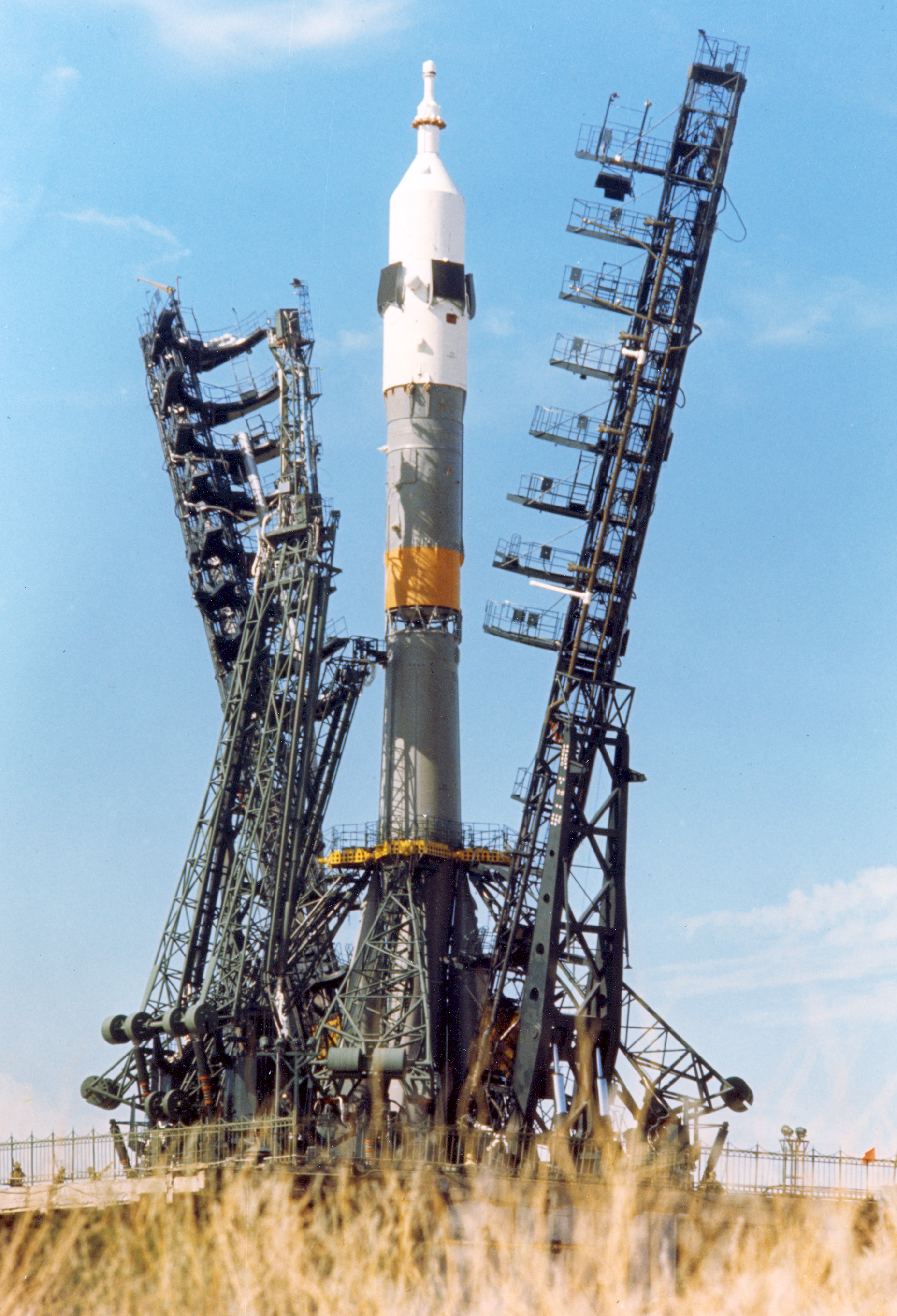
Soyouz 19 le 15 juillet 1975.

- Soyouz 34 : décollage à vide, utilisé comme véhicule retour
- Soyouz 35
- Soyouz 36
- Soyouz 37
- Soyouz 38
- Soyouz 39
- Soyouz 40

### Soyouz T
- Soyouz T-1 : non habité
- Soyouz T-2
- Soyouz T-3
- Soyouz T-4
- Soyouz T-5
- Soyouz T-6
- Soyouz T-7
- Soyouz T-8
- Soyouz T-9
- Soyouz T-10-1 : lancement raté
- Soyouz T-10
- Soyouz T-11
- Soyouz T-12
- Soyouz T-13
- Soyouz T-14
- Soyouz T-15

### Soyouz TM

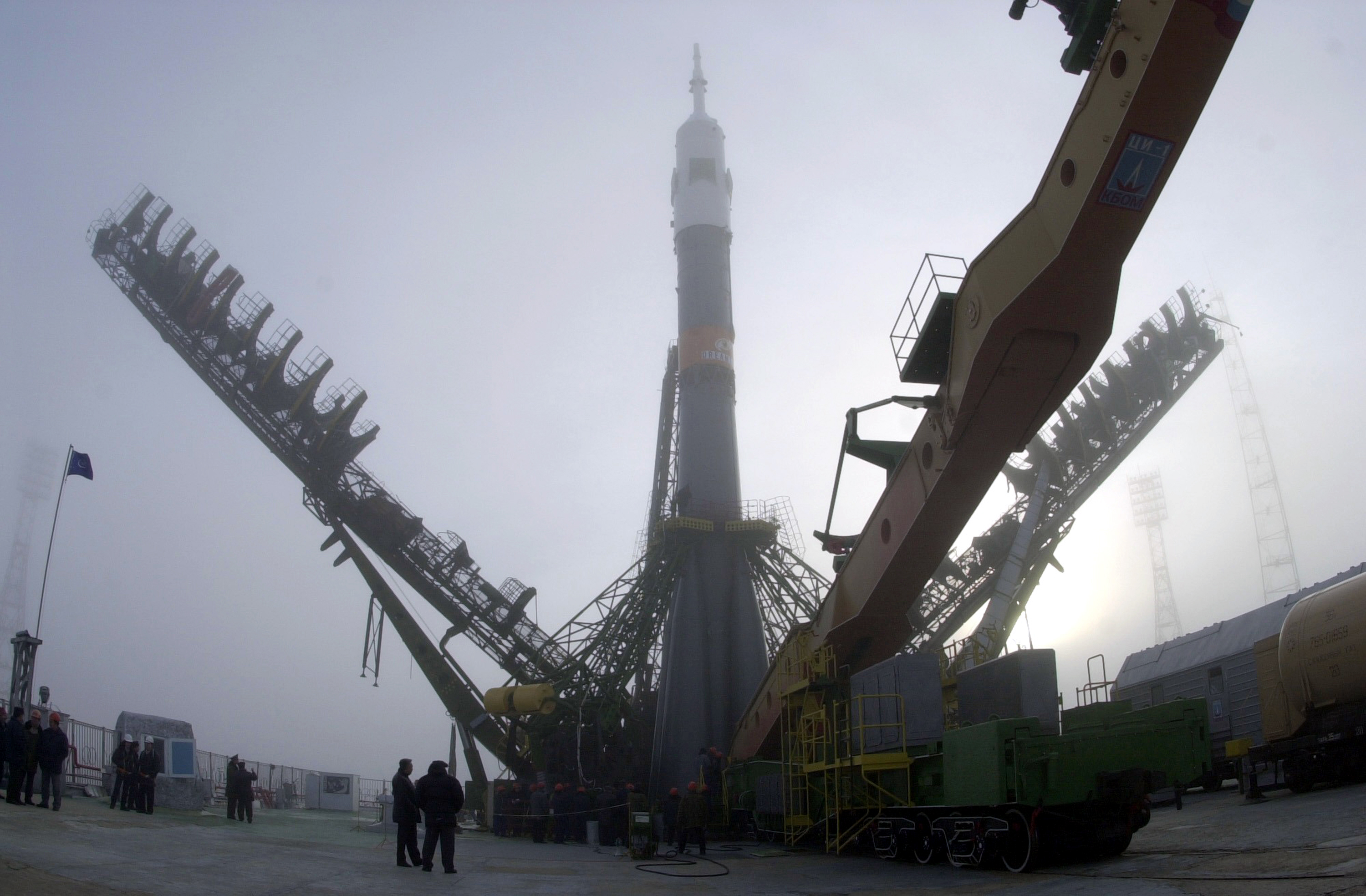
Soyouz TM-31 en position de lancement.

- Soyouz TM-1 : non habité
- Soyouz TM-2
- Soyouz TM-3
- Soyouz TM-4
- Soyouz TM-5
- Soyouz TM-6
- Soyouz TM-7
- Soyouz TM-8
- Soyouz TM-9
- Soyouz TM-10
- Soyouz TM-11
- Soyouz TM-12
- Soyouz TM-13
- Soyouz TM-14
- Soyouz TM-15
- Soyouz TM-16
- Soyouz TM-17
- Soyouz TM-18
- Soyouz TM-19
- Soyouz TM-20
- Soyouz TM-21
- Soyouz TM-22
- Soyouz TM-23
- Soyouz TM-24
- Soyouz TM-25
- Soyouz TM-26
- Soyouz TM-27
- Soyouz TM-28
- Soyouz TM-29
- Soyouz TM-30
- Soyouz TM-31
- Soyouz TM-32
- Soyouz TM-33
- Soyouz TM-34

### Soyouz TMA
- Soyouz TMA-1
- Soyouz TMA-2
- Soyouz TMA-3
- Soyouz TMA-4
- Soyouz TMA-5
- Soyouz TMA-6

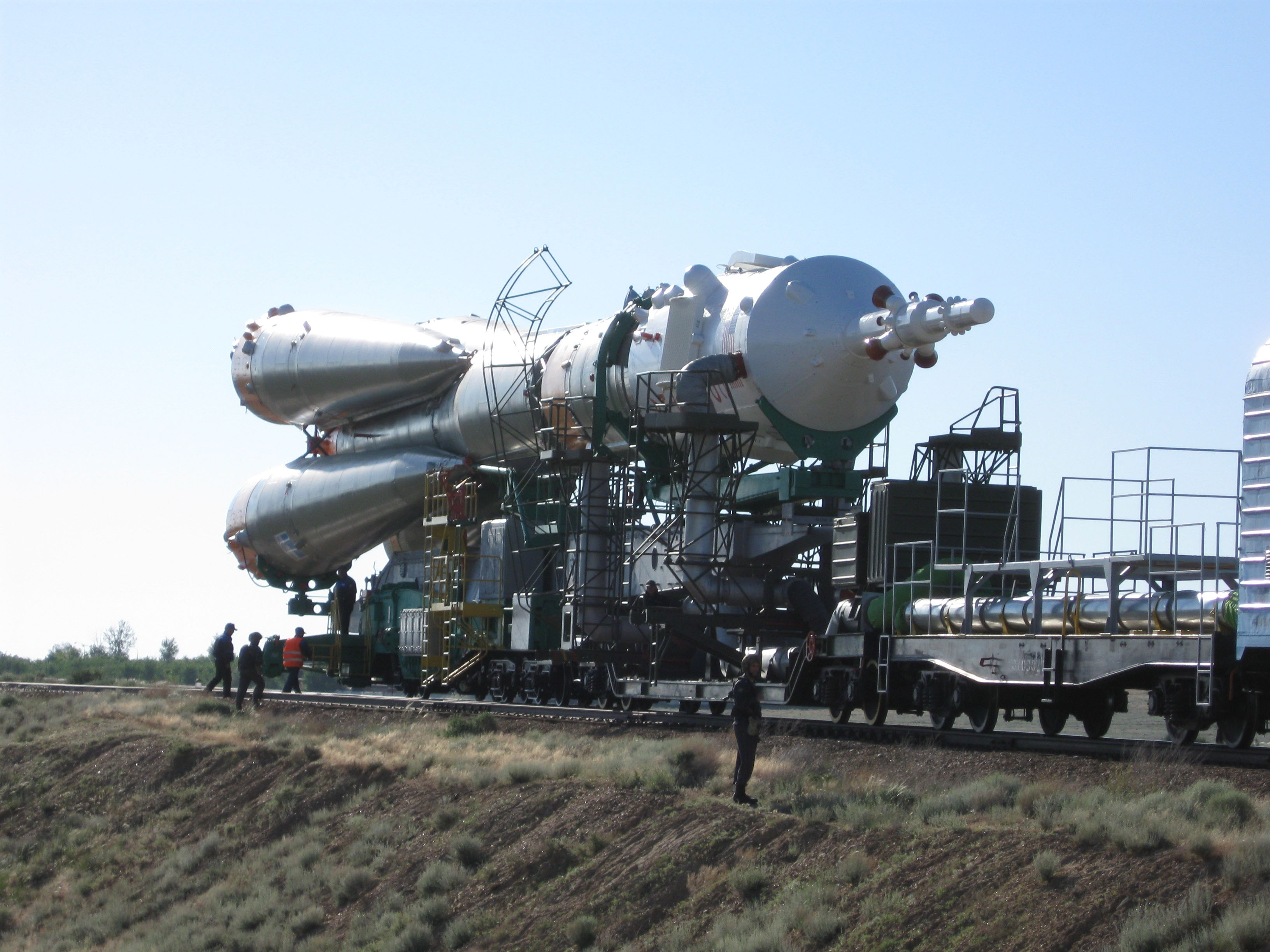
Soyouz TMA-15 se dirigeant vers le pas de tir.

- Soyouz TMA-7 : Expédition 12 (ISS)
- Soyouz TMA-8 : Expédition 13 (ISS)
- Soyouz TMA-9 : Expédition 14 (ISS)
- Soyouz TMA-10 : Expédition 15 (ISS)
- Soyouz TMA-11 : Expédition 16 (ISS)
- Soyouz TMA-12 : Expédition 17 (ISS)
- Soyouz TMA-13 : Expédition 18 (ISS)
- Soyouz TMA-14 : Expédition 19 (ISS)
- Soyouz TMA-15 : Expédition 20 (ISS)
- Soyouz TMA-16 : Expédition 21 (ISS)
- Soyouz TMA-17 : Expédition 22 (ISS)
- Soyouz TMA-18 : Expédition 23 (ISS)
- Soyouz TMA-19 : Expédition 24 (ISS)
- Soyouz TMA-20 : Expédition 26 (ISS)
- Soyouz TMA-21 : Expédition 27 (ISS)
- Soyouz TMA-22 : Expédition 29 (ISS)

### Soyouz TMA-M
- Soyouz TMA-01M : Expédition 25 (ISS)
- Soyouz TMA-02M Expédition 28 (ISS)
- Soyouz TMA-03M : Expédition 30 (ISS)
- Soyouz TMA-04M : Expédition 31 (ISS)
- Soyouz TMA-05M : Expédition 32 (ISS)
- Soyouz TMA-06M : Expédition 34 (ISS)
- Soyouz TMA-08M : Expédition 35 (ISS)
- Soyouz TMA-09M : Expédition 36 (ISS)
- Soyouz TMA-10M : Expédition 37 (ISS)
- Soyouz TMA-11M : Expédition 38 (ISS)
- Soyouz TMA-12M : Expédition 39 (ISS)
- Soyouz TMA-13M : Expédition 40 (ISS)
- Soyouz TMA-14M : Expédition 41 (ISS)
- Soyouz TMA-15M : Expédition 42 (ISS)
- Soyouz TMA-16M : Expédition 43 (ISS)
- Soyouz TMA-17M : Expédition 44 (ISS)
- Soyouz TMA-18M : Expédition 45 (ISS)
- Soyouz TMA-19M : Expédition 46 (ISS)
- Soyouz TMA-20M : Expédition 47 (ISS)

### Soyouz MS

Éclaté et coupe du vaisseau spatial Soyouz MS-01 et de sa fusée FG.

- Soyouz MS-01 : Expédition 48 (ISS)
- Soyouz MS-02 : Expédition 49 (ISS)
- Soyouz MS-03 : Expédition 50 (ISS)
- Soyouz MS-04 : Expédition 51 (ISS)
- Soyouz MS-05 : Expédition 52 (ISS)
- Soyouz MS-06 : Expédition 53 (ISS)
- Soyouz MS-07 : Expédition 54 (ISS)
- Soyouz MS-08 : Expédition 55 (ISS)
- Soyouz MS-09 : Expédition 56 (ISS)
- Soyouz MS-10 : lancement raté
- Soyouz MS-11 : Expédition 58 (ISS)
- Soyouz MS-12 : Expédition 59 (ISS)
- Soyouz MS-13 : Expédition 60 (ISS)
- Soyouz MS-14 : non habité
- Soyouz MS-15 : Expédition 61 (ISS)
- Soyouz MS-16 : Expédition 62 (ISS)
- Soyouz MS-17 : Expédition 63 (ISS)
- Soyouz MS-18 : Expédition 64 (ISS)
- Soyouz MS-19 : Expédition 66 (ISS)
- Soyouz MS-20 : tourisme spatial
- Soyouz MS-21 : Expédition 67 (ISS)
- Soyouz MS-22 : Expédition 68 (ISS) retour à vide
- Soyouz MS-23 : décollage à vide, utilisé comme véhicule retour
- Soyouz MS-24 : Expédition 69 (ISS)
- Soyouz MS-25 : Expédition 70 (ISS)
- Soyouz MS-26 : Expédition 71 (ISS)
- Soyouz MS-27 : Expédition 73 (ISS)

## Bilan des vols habités
Ci-après le bilan des vols habités incluant Soyouz MS-27. Les vols Soyouz 18a, T-10-1 et MS-10 ayant connu un échec au lancement ne sont pas comptabilisés dans les vols orbitaux.
| Version      | Période   | Lancements | Échecs | Vols orbitaux |
| ------------ | --------- | ---------- | ------ | ------------- |
| Soyouz       | 1967-1981 | 39         | 1      | 38            |
| Soyouz T     | 1980-1986 | 15         | 1      | 14            |
| Soyouz TM    | 1986-2003 | 33         | 0      | 33            |
| Soyouz TMA   | 2003-2010 | 22         | 0      | 22            |
| Soyouz TMA-M | 2010-2016 | 20         | 0      | 20            |
| Soyouz MS    | 2016-     | 25         | 1      | 24            |
| Total        |           | 154        | 3      | 151           |